# Novine (televizijska serija)
Novine, hrvatska dramska serija koja se od 2016. do 2020. godine emitirala na programu Hrvatske radiotelevizije.  
Scenarij za nju napisao je Ivica Đikić, novinar koji je nekoliko godina ranije služio kao glavni urednik riječkog Novog lista. Radnja se odvija u Rijeci, odnosno opisuje život i rad novinara i urednika fiktivnog lista Novine, koji se smatra posljednjim nezavisnim i "ozbiljnim" listom u Hrvatskoj, odnosno iskušenja koja pred njih dovodi preuzimanje od strane "sirovog", ali vlašću povezanog, građevinskog tajkuna, čiji lik tumači Aleksandar Cvjetković. Seriju, koja je također najvećim dijelom snimana u Rijeci, režirao je Dalibor Matanić. Kritičari su zapazili snažan utjecaj tzv. nordic noir televizijskih trilera, kao i popularne američke TV serije Žica kojoj se odaje počast brojnim detaljima. 
Serija Novine svoju je zagrebačku kinopremijeru imala 13. listopada 2016. u Cinestaru Zagreb, u Branimir centru.
Serija je zanimljiva i po mjestu radnje, gradu Rijeci, koja se vrlo rijetko pojavljivala kao mjesto radnje u hrvatskim filmovima i serijama. Dne 3. travnja 2018. objavljeno je da je postala prva dramska serija na hrvatskom jeziku koja se emitira na Netflixu, najvećoj i najvažnijoj platformi za streamanje programa u svijetu. Time će serija postati dostupna u više od 130 zemalja na svijetu te je veliki iskorak na američko i svjetsko tržište. Ovo je najveći pojedinačni izvoz jednoga hrvatskoga audiovizualnog proizvoda u hrvatskoj povijesti. Ponuda je već prije stigla od Channela 4, ali distributer je planirao veći ulog i uspio je. Plasirana je na tržište od skoro pola milijarde gledatelja. Ujedno je i druga serija na nekome slavenskom jeziku koja je ovo uspjela, poslije ruske Silver Spoon.

## Sadržaj
Mariju Kardumu (Aleksandar Cvjetković), utjecajnomu građevinskom tajkunu, najednom se jako žuri preuzeti Novine, jer se mladi novinar Andrej Marinković (Goran Marković) počeo baviti istraživanjem tajanstvene prometne nesreće s kojom je budući vlasnik tijesno povezan. Nagla promjena vlasništva pokreće i unutarnja previranja u redakciji izazvana željom za moći, taštinom i ambicijama. U središtu su tih previranja novinarski veterani Dijana Mitrović (Branka Katić) i Nikola Martić (Trpimir Jurkić) te Martin Vidov (Zijad Gračić) i Alenka Jović Marinković (Olga Pakalović), koji se smjenjuju na položaju glavnoga urednika.
U 2. sezoni serije pratimo drugi krug predsjedničkih izbora na kojima se natječu gradonačelnik Ludvig Tomašević (Dragan Despot) i dosadašnja predsjednica Jelena Krsnik (Nives Ivanković). Nakon objave bombastičnih slika u kojima je Ludvig Tomašević pronađen u krevetu s drugim muškarcem, dok istovremeno osuđuje homoseksualizam, kampanja kreće u nepredviđenom smjeru gdje će laži, ucjene i ubojstva defilirati u dva tjedna predizborne kampanje. Ludvig Tomašević ostat će poznat po riječima: "Narod sve zna! Narod nikad ne laže! Ali ovom se narodu previše lagalo! E sad stiže kazna!"
U 3. sezoni pratimo razvoj događaja poslije uspješne predsjedničke kampanje Ludviga Tomaševića koji je postao novi predsjednik republike. Blago Antić (Zdenko Jelčić), bivši agent obavještajne službe na Tomaševićevoj plaći nakon odslužene jednogodišnje zatvorske kazne izlazi na slobodu te postaje najveći trn u oku sadašnje vlasti a pogotovo samog predsjednika. U međuvremenu pratimo i par Žanu (Nadia Cvitanović) i Joška Jerkova (Krešimir Mikić) koje se protive ilegalnom prihvatilištu za pse koje se nalazi izvan grada, a do kojih je došla vijest o zlostavljanju i osakaćivanju životinja u toj ustanovi. Ipak pristaju na razgovor sa sadašnjim gradonačelnikom Rijeke Mariom Kardumom (Aleksandar Cvjetković). S vremenom se Žana počela privatno nalaziti sa gradonačelnikom te izgleda da ju sve manje zanima aktivizam, a sve više prihvaća ljubavni odnos sa puno starijim Kardumom. Joško to primjećuje te ju potajno prati na nekim sastancima i unatoč boli koju osjeća, uspijeva ih uhvatiti oboje te odvesti u ilegalno prihvatilište gdje ih ostavlja zatvorene i sa dva rotvajlera na lancu da ih čuvaju. Istovremeno pratimo igru mačke i miša između Blage i predsjednika Tomaševića sa sve većim ulozima, pa i sa nekoliko smrtnih stradanja usput. Ipak, Blago se putem ucjene sastaje sa predsjednikom unutar gradskog škvera gdje ga, nakon kraće rasprave, ubija. 

## Uloge

### Glavna glumačka postava
| Glumac/glumica        | Lik                     | Sezona u seriji |
| --------------------- | ----------------------- | --------------- |
| Branka Katić          | Dijana Mitrović         | 1-3             |
| Trpimir Jurkić        | Nikola Martić           | 1-3             |
| Aleksandar Cvjetković | Mario Kardum            | 1-3             |
| Dragan Despot         | Ludvig Tomašević        | 1-3             |
| Zdenko Jelčić         | Blago Antić             | 1-3             |
| Zijad Gračić          | Martin Vidov            | 1-3             |
| Goran Marković        | Andrej Marinković       | 1-3             |
| Tihana Lazović        | Tena Latinović          | 1-3             |
| Olga Pakalović        | Alenka Jović Marinković | 1-3             |
| Boris Svrtan          | premijer Lozančić       | 1-3             |
| Livio Badurina        | Matko Jakovljević       | 2-3             |

### Sporedna glumačka postava
| Glumac/glumica            | Lik                      | Sezona u seriji |
| ------------------------- | ------------------------ | --------------- |
| Katarina Bistrović-Darvaš | Dunja Martić             | 1-3             |
| Darko Milas               | Ilija Bubalo             | 1-3             |
| Izudin Bajrović           | Marinko Prskalo          | 1-3             |
| Tena Nemet Brankov        | Lara Tomašević           | 1-3             |
| Ksenija Pajić             | Julijana Tomašević       | 1-3             |
| Nikša Butijer             | Leo Grubišić             | 1-3             |
| Glorija Dubelj            | Barbara                  | 1-3             |
| Zdenko Botić              | Nadbiskup Matija Bilaver | 1-3             |
| Goran Koši                | Alen Javor               | 2-3             |
| Alen Liverić              | Toni Nardelli            | 1-2             |
| Ivica Pucar               | Dario Antić              | 1-2             |
| Edita Karađole            | Dubravka Kardum          | 1-2             |
| Goran Grgić               | Mihael Popović           | 1,3             |
| Željko Königsknecht       | Boris Males              | 1-3             |
| Draško Zidar              | Zvonimir Mihalić         | 2-3             |
| Siniša Popović            | Lovro Ljubičić           | 2-3             |
| Daria Lorenci             | Katarina Jerkov          | 3               |
| Krešimir Mikić            | Joško Jerkov             | 3               |
| Nadia Cvitanović          | Žana                     | 3               |
| Ivan Bekjarev             | Jovan Arbutina           | 3               |
| Mirko Soldano             | Nuncij Bertolazzi        | 3               |
| Nives Ivanković           | Jelena Krsnik            | 2               |
| Damir Lončar              | Josip Vuković            | 1               |
| Dražen Šivak              | Oleg Nikolić             | 1-2             |
|                           |                          |                 |

## Vanjske poveznice
- Novine u internetskoj bazi filmova IMDb-a